# Vlag van Ginneken en Bavel

Vlag van de gemeente Ginneken en Bavel
(tot 1942)

De vlag van Ginneken en Bavel werd waarschijnlijk nooit officieel vastgesteld als gemeentelijke vlag van de Noord-Brabantse gemeente Ginneken en Bavel. De vlag kan als volgt worden beschreven:
Twee banen van gelijke hoogte in groen en wit.
De kleuren komen niet voor in het gemeentewapen.
In 1942 is de gemeente opgeheven, waarmee de vlag als gemeentevlag kwam te vervallen. Het wapen ging over naar de nieuwe gemeente Nieuw-Ginneken; voor die gemeente werd een vlag ontworpen met dezelfde kleuren als de vlag van de oude gemeente, waaruit Nieuw-Ginneken is ontstaan. De bestuurders vonden het "juist en billijk" deze kleuren te handhaven. Op 1 januari 1997 is Nieuw-Ginneken opgegaan in Breda en Alphen-Chaam.

## Verwante afbeelding

Wapen van Ginneken en Bavel
Vlag van Nieuw-Ginneken

Aalburg 
· Aarle-Rixtel 
· Alphen en Riel 
· Bakel en Milheeze 
· Beek en Donk 
· Beers 
· Berghem 
· Berkel-Enschot 
· Berlicum 
· Bladel en Netersel 
· Borkel en Schaft 
· Boxmeer 
· Budel 
· Chaam 
· Cuijk 
· Cuijk en Sint Agatha 
· Den Dungen 
· Diessen 
· Dinteloord en Prinsenland 
· Drunen 
· Dussen 
· Engelen 
· Erp 
· Esch 
· Escharen 
· Fijnaart en Heijningen 
· Geffen 
· Geldrop 
· Gemert 
· Giessen 
· Ginneken en Bavel 
· Grave 
· 's Gravenmoer 
· Haaren 
· Halsteren 
· Haps 
· Heesch 
· Heeswijk-Dinther 
· Heeze 
· Helvoirt 
· Hoeven 
· Hooge en Lage Mierde 
· Hooge en Lage Zwaluwe 
· Hoogeloon, Hapert en Casteren 
· Huijbergen 
· Klundert 
· Landerd 
· Leende 
· Liempde 
· Lieshout 
· Lith 
· Luyksgestel 
· Maarheeze 
· Maasdonk 
· Made en Drimmelen 
· Megen, Haren en Macharen 
· Mierlo 
· Mill en Sint Hubert 
· Moergestel 
· Nieuw-Ginneken 
· Nieuw-Vossemeer 
· Nistelrode 
· Nuland 
· Oeffelt 
· Oost-, West- en Middelbeers 
· Oploo, Sint Anthonis en Ledeacker 
· Ossendrecht 
· Oud en Nieuw Gastel 
· Oudenbosch 
· Prinsenbeek 
· Putte 
· Raamsdonk 
· Ravenstein 
· Reusel 
· Riethoven 
· Rijsbergen 
· Rijswijk 
· Roosendaal en Nispen 
· Rosmalen 
· Schaijk 
· Schijndel 
· Sint Anthonis 
· Sint-Oedenrode 
· Sprang-Capelle 
· Standdaarbuiten 
· Terheijden 
· Teteringen 
· Uden 
· Udenhout 
· Veghel
· Vessem, Wintelre en Knegsel 
· Vierlingsbeek 
· Vlijmen 
· Wanroij 
· Waspik 
· Werkendam 
· Westerhoven 
· Willemstad 
· Woudrichem 
· Wouw 
· Zeeland 
· Zevenbergen